# Rudolfina-Redoute
La Rudolfina-Redoute est un bal masqué à Vienne basé sur les modèles stylistiques de la culture du bal viennois. Il a traditionnellement lieu le Rosenmontag pendant la saison des bals de Vienne dans la Hofburg et est organisé par le KÖStV Rudolfina Wien. La Redoute est le plus grand bal masqué de Vienne.

## Histoire
La Redoute Rudolfina trouve ses origines dans la monarchie d'Autriche-Hongrie. Elle est traditionnellement organisée par la Studentenverbindung Rudolfina, qui a d'abord organisé un événement de danse (couronnes de mai) dans le jardin de Fischbach et dans la salle « Zum wilden Mann » le 4 mai 1899.
La couronne de mai a lieu sans interruption de 1899 à 1907. De 1908 à 1914, la couronne de mai devient une fête sous le nom de « Rudolfina Kränzchen ». Lors de la Première Guerre mondiale, il y a une interruption ; pour 1920, il y a une soirée de carnaval avec le KÖStV Kürnberg dans le Türkenschanzpark. Après cela, la « Rudolfina Kränzchen » comme avant la guerre est reprise en pour les années 1921 et 1922.
La « Rudolfina Kränzchen » devient la toute première « Rudolfina Redoute », à l'hôtel Continental au 7 Praterstrasse le samedi 13 janvier 1923. La Rudolfina-Redoute a lieu jusqu'en 1929. À partir de 1924, la fête a lieu le lundi précédant Mardi Gras et le 28 février 1927, la première Rudolfina Redoute a lieu dans la Hofburg (grande salle de bal et nouvelle salle).
Comme les sociétés étudiantes sont interdites et dissoutes pendant que les nazis sont au pouvoir en Autriche, il n'y a pas de Redoute Rudolfina entre 1938 et 1945. En 1947, la première Redoute a lieu dans l'Ebendorferstraße à petite échelle avec des boissons et de la nourriture apportés. La première grande redoute d'après-guerre se tient au Palais Pallavicini en 1948, puis de 1949 à 1958 à la Sofiensaal. En 1959, la Redoute retrouve la Hofburg.

## Costume
Il existe un code vestimentaire strict pour la Redoute Rudolfina : Les femmes portent de longues robes de soirée et des masques qui couvrent le contour des yeux jusqu'à ce qu'elles se démasquent à minuit. Les messieurs portent des tenues de soirée : frac, smoking ou uniforme. Jusqu'au démasquage à minuit, les femmes sont libres de choisir leurs cavaliers.

## Source de la traduction
- (de) Cet article est partiellement ou en totalité issu de l’article de Wikipédia en allemand intitulé « Wiener Ballsaison » (voir la liste des auteurs).